# Selenops manzanoae
Selenops manzanoae är en spindelart som beskrevs av José Antonio Corronca 1997. Selenops manzanoae ingår i släktet Selenops och familjen Selenopidae. Inga underarter finns listade i Catalogue of Life.